# Super Princess Peach
Super Princess Peach – gra typu platformowego stworzona przez firmę Nintendo na przenośną konsolę Nintendo DS. Główną rolę po raz pierwszy otrzymała w niej znana z uniwersum Mario księżniczka Peach.
Rozgrywka jest podobna do klasycznych dwuwymiarowych platformowych gier z Mario, jednak zwyczajowe role są odwrócone - tym razem to księżniczka musi uratować swojego bohatera. W tym celu używa jednej z 4 mocy - joy (latanie oraz tworzenie tornado), gloom (płacz raniący wrogów), rage (płomienie) i calm (regeneracja zdrowia).